# ダニエル・コラーシュ
ダニエル・コラーシュ（Daniel Kolář、1985年10月27日  - ）は、チェコ・プラハ出身の元プロサッカー選手。現役時代のポジションは、ミッドフィールダー。

## クラブ経歴
ACスパルタ・プラハのアカデミーで育成され、2003年にトップチームに昇格。その後はレンタルで経験を積み、スパルタに復帰した2006-07シーズンにリーグ優勝を達成。
2008年9月、FCヴィクトリア・プルゼニに移籍。
2016年8月に契約満了によりプルゼニを退団。その後、チームメイトのフランティシェク・ライトラルと共にトルコのガズィアンテプスポルに加入した。2016-17シーズンの春、外国人枠の関係で登録から外されてしまい、最終的に2017年3月に契約を解除した。このためトルコでのプレーは僅か7試合に終わった。
2017年6月、FCヴィクトリア・プルゼニと契約を結んだ。

## 代表歴

### ゴール
| #  | 開催日        | 会場     | 対戦国     | スコア | 結果 | 大会                        |
| -- | ------------- | -------- | ---------- | ------ | ---- | --------------------------- |
| 1. | 2011年9月6日  | プラハ   | ウクライナ | 4–0    | 4–0  | 親善試合                    |
| 2. | 2013年3月26日 | エレバン | アルメニア | 3–0    | 3–0  | 2014 FIFAワールドカップ予選 |

## タイトル

### クラブ
ヴィクトリア・プルゼニ
- HETリガ: 2010–11, 2012–13, 2014–15, 2015–16, 2017–18
- ポハール・チェスケー・ポシュスティ: 2009–10
- チェスケー・スーペルポハール: 2011, 2015

### 個人
- チェコ年間最優秀選手賞: 2006[6]